# Piotr Szafirow
Baron Piotr Pawłowicz Szafirow (ros. Пётр Павлович Шафиров; ur. 1670, zm. 1739) – rosyjski polityk i doradca Piotra Wielkiego. Jego pochodzenie jest niejasne. Możliwe, że był z pochodzenia rosyjskim Żydem. Karierę rozpoczął jako tłumacz rosyjskiego poselskiego urzędu i towarzysz podróży cara.
Po nieudanej kampanii wojennej roku 1711 zaskoczył wszystkich zawierając korzystny pokój nad Prutem. Pozostał przejściowo zakładnikiem tureckim (w Zamku Siedmiu Wież) jako gwarant pokoju. Z pomocą dyplomatów holenderskiego i brytyjskiego udało mu się popsuć stosunki szwedzko-tureckie, a naprawić rosyjsko-tureckie (traktat w Adrianopolu − czerwiec 1713).
W 1718 roku Szafirow został wiceprezydentem urzędu poselskiego i senatorem, lecz w 1723 roku pozbawiono go urzędów i skazano na śmierć, którą to karę zamieniono potem na wygnanie na Syberię, a potem do Nowogrodu. Po śmierci Piotra I (1725) uwolniono go i zlecono mu napisanie książki o czynach cara. (już w roku 1717 pisał panegiryki na cześć cara-reformatora),
Andriej Osterman, którego Szafirow sam wcześniej wypromował, nie dopuścił Szafirowa do wyższych urzędów po 1725 roku.
Był kawalerem Orderu Orła Białego.